# 高橋麻琴
高橋 麻琴（たかはし まこと、1981年3月25日 - ）は、日本の俳優、スーツアクター。北海道室蘭市出身。

## 人物
旧芸名は高橋 信。
身長181cm。体重75kg。
以前はグッドラックカンパニーに所属していた。
映画・テレビドラマ監督の田口清隆とは同郷の自主制作映画仲間であり、田口が参加している「ウルトラマンニュージェネレーションシリーズ」にも『ウルトラマンギンガS』以降、毎作出演している。

## 出演

### 映画
- 長髪大怪獣ゲハラ（2009年、イマージュ）
- ゴーカイジャー ゴセイジャー スーパー戦隊199ヒーロー大決戦（2011年、東映）
- 多摩川怪獣無法地帯（2012年、自主映画）
- 多摩川怪獣無法地帯2（2013年、自主映画）
- ZONE -絶対区域-（2014年、自主映画）
- THE NEXT GENERATION -パトレイバー-（2015年、松竹） - 整備員 役
- 映画刀剣乱舞-継承-（2019年、耶雲哉治監督） - 秀吉軍 武将 役
- 劇場版 ウルトラマンタイガ ニュージェネクライマックス（2020年、松竹） - ファントン星人の声 役

### テレビ
- MM9-MONSTER MAGNITUDE- 第5話（2010年、MBS）
- ウルトラシリーズ
  - ウルトラゾーン 第10・11話（2011年、tvk） - 久保典男 役
  - ネオ・ウルトラQ 第6話（2013年、WOWOW）
  - ウルトラマンギンガS（2015年、テレビ東京）[2]
  - ウルトラマンX 第3・16話（2015年、テレビ東京） - 土岐、ケムール人（人間体） 役
  - ウルトラマンオーブ 第24・25話（2016年、テレビ東京） - 田口隊員 役
  - ウルトラマンジード 第12話（2017年、テレビ東京） - 天文台職員 役
  - ウルトラマンR/B 第4話（2018年、テレビ東京） - 水島 役
  - ウルトラマンタイガ 第4話（2019年、テレビ東京） - ヒッピー風の男、ファントン星人の声 役
  - ウルトラマンZ 第20話（2020年、テレビ東京） - クラタ 役
  - ウルトラマントリガー NEW GENERATION TIGA 第18・19話（2021年、テレビ東京） - キリエル人（謎の男） 役
  - ウルトラマンデッカー 第20話（2022年、テレビ東京） - 堀内 役
  - ウルトラマンブレーザー 第18話（2023年、テレビ東京） - 金森 役
  - ウルトラマンオメガ 第2話（2025年、テレビ東京） - ダムの職員 役
- THE NEXT GENERATION -パトレイバー-（2014年、スター・チャンネル） - 整備員 役
- ランチのアッコちゃん（2015年、NHK BSプレミアム）
- ゆうべはお楽しみでしたね（2019年、MBSドラマイズム）

### 舞台
- ようこそ! 矢名坂英雄学院へ（2010年）
- 破落戸人〜ナラズモノ〜（2010年）
- Branch Forth from〜BLUE TONE（2010年）
- TryAngle（2011年）
- 漠処・鯖屋 since 1999 -SAVAYA strikes back!-（2012年） - 脚本・演出
- あまりにも無関心な、四人姉妹（2013年）
- サボテン男に、咲いた花（2014年） - 主演
- Aster tataricus〜目蓋の裏に拡がるセカイ〜（2014年）
- Deadland Midnight Orchestra（2015年）
- ようこそ! 矢名坂英雄学院へRE:plus（2016年）
- あいおい時計 -その先にあるミライ-（2016年）
- 白いうち 2コかった（2017年）
- センチメンタル・ジャーニーズ（2018年）
- NAGISA 巨乳ハンター/広島死闘編（2019年）
- ギジレン島最後の7日間（2019年）

### その他
- ウルトラマンゼロVR 大都会の戦慄 エレキング対ゼロ（2017年） - 会社員 役